# Erina grandis
Erina grandis är en fjärilsart som beskrevs av Bethune-Baker 1906. Erina grandis ingår i släktet Erina och familjen juvelvingar. Inga underarter finns listade i Catalogue of Life.